# Synaptic

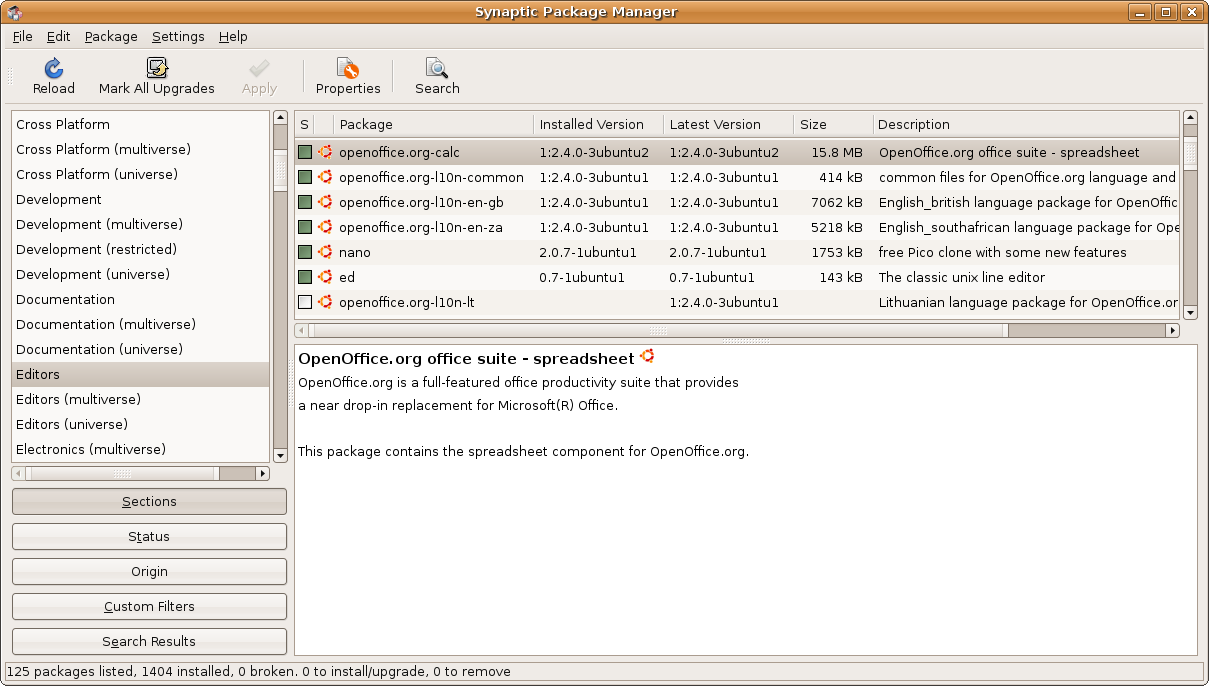
Synaptic Package Manager

Synaptic är ett grafiskt användargränssnitt för pakethanteraren Advanced Packaging Tool (apt), vilket tillåter bland annat installation, uppgradering och borttagning av program på Linuxsystem, framförallt sådana som använder sig av deb-paket.